# Gaspar Cervantes de Gaete
Gaspar Cervantes de Gaete, španski rimskokatoliški duhovnik, škof in kardinal, * 1511, Trujillo, † 17. oktober 1575.

## Življenjepis
V življenju je bil trikrat imenovan za nadškofa: nadškofija Messina (19. november 1561), nadškofija Salerno (1. marec 1564) in nadškofija Tarragona (23. julij 1568).
17. maja 1570 je bil povzdignjen v kardinala.